# NGC 5945
NGC 5945 est une vaste galaxie spirale barrée située dans la constellation du Bouvier. Sa vitesse par rapport au fond diffus cosmologique est de 5 579 ± 6 km/s, ce qui correspond à une distance de Hubble de 82,3 ± 5,8 Mpc (∼268 millions d'al). NGC 5945 a été découverte par l'astronome français Édouard Stephan en 1880.
En raison d'une brillance de surface égale à 14,59 mag/am2, on peut qualifier NGC 5945 de galaxie à faible brillance de surface (LSB en anglais pour low surface brightness). Les galaxies LSB sont des galaxies diffuses (D) avec une brillance de surface inférieure de moins d'une magnitude à celle du ciel nocturne ambiant.
La classe de luminosité de NGC 5945 est I-II et elle présente une large raie HI. C'est aussi une galaxie LINER, c'est-à-dire une galaxie dont le noyau présente un spectre d'émission caractérisé par de larges raies d'atomes faiblement ionisés.
À ce jour, trois mesures non basées sur le décalage vers le rouge (redshift) donnent une distance de 60,133 ± 0,208 Mpc (∼196 millions d'al), ce qui est nettement à l'extérieur des valeurs de la distance de Hubble. Notons cependant que c'est avec la valeur moyenne des mesures indépendantes, lorsqu'elles existent, que la base de données NASA/IPAC calcule le diamètre d'une galaxie et qu'en conséquence le diamètre de NGC 5945 pourrait être d'environ 79,0 kpc (∼258 000 al) si on utilisait la distance de Hubble pour le calculer.

## Un disque entourant le noyau
Grâce aux observations du télescope spatial Hubble, on a détecté un disque de formation d'étoiles autour du noyau de NGC 5945. La taille de son demi-grand axe est estimée à 1 280 pc (~4 175 années-lumière).

## Groupe d'IC 4562
Selon Abraham Mahtessian, NGC 5945 fait partie du groupe d'IC 4562, la galaxie la plus brillante de ce groupe. Ce groupe de galaxies compte au moins six membres. Les cinq autres galaxies du groupe sont NGC 5934, IC 4562, IC 4564, IC 4566 et IC 4567.